# Guma
Guma es una localidad española situada en la provincia de Burgos, Castilla y León. Forma parte de la pedanía de La Vid y Zuzones y está bordeada por el río Duero. El núcleo urbano más próximo es Aranda de Duero, a 15 kilómetros.
El «antiguo pueblo de Guma» era un caserío que pertenecía a la finca denominada «La Vid y Guma» y estaba formada por dos bloques de viviendas, una iglesia, una escuela, un horno, una majada, un almacén con pajar, varios establos, trece bodegas y un lagar. En el entonces Caserío de Guma vivían unas 13 familias que eran arrendatarias de las tierras y las cultivaban, pero que por diversos motivos fueron marchándose, poco a poco, a otros pueblos de alrededor. 
Durante las décadas de 1940 y 1950, debido a la política de Franco sobre la construcción de embalses y pantanos, muchos pueblos tuvieron que ser inundados; entonces para dar cobijo a sus habitantes, el Instituto Nacional de Colonización adquirió la finca de La Vid y Guma y construyó primero el pueblo de La Vid con 60 casas que les fueron entregadas solo a colonos procedentes de Linares del Arroyo, Segovia, que había sido inundado.
Posteriormente se construyó el pueblo de Guma (actual) con 42 casas y que fueron entregadas a colonos procedentes de distintos pueblos de Guadalajara, Cuenca, Segovia, Valladolid, etc. También se les entregó a cada familia dos parcelas para trabajarlas. Durante las décadas de 1960 y 1970, con la industrialización, muchas familias dejaron sus trabajos en el campo y emigraron a las grandes ciudades, como Madrid o Barcelona.

## Demografía
Evolución de la población
| Gráfica de evolución demográfica de Guma entre 2000 y 2017         |
|                                                                    |
| Población de derecho (2000-2017) según el padrón municipal del INE |

## Central hidroeléctrica
Minicentral hidroeléctrica denominada Guma, de 2800 kVA de potencia, salto bruto de 8 m y caudal de 35 m³/s.